# Favela movie
Favela movie é um nome utilizado por alguns jornalistas e críticos de cinema para designar um gênero de filme que tem a favela como cenário, tendo como tema muitas das vezes a violência explícita e o tráfico de drogas. Alguns dos filmes mais conhecidos do gênero são Cidade de Deus, Cidade dos Homens, Tropa de Elite e 5x Favela. Os filmes Favela movie são comuns se misturarem com os gêneros policiais e crimes, guerra e ação.
Em 2012, foi lançado Totalmente Inocentes com Fábio Porchat, um filme que parodia Cidade de Deus e Tropa de Elite. A favela já foi cenário também em filmes estadunidenses como The Incredible Hulk, rodado na favela Tavares Bastos, Rio de Janeiro, mas que no enredo do filme, Edward Norton se refugia na favela da Rocinha. Outro filme norte-americano filmado nas favelas brasileiras foi Fast Five, titulado no Brasil como Velozes e Furiosos 5: Operação Rio e em Portugal como Assalto no Rio, que teve Porto Rico como inicio das filmagens de perseguição em favela.
Em 2014, é lançada outra paródia, Copa de Elite, estrelado por Marcos Veras, Júlia Rabello e Rafinha Bastos.